# Palazzo Municipale (Ferrara)

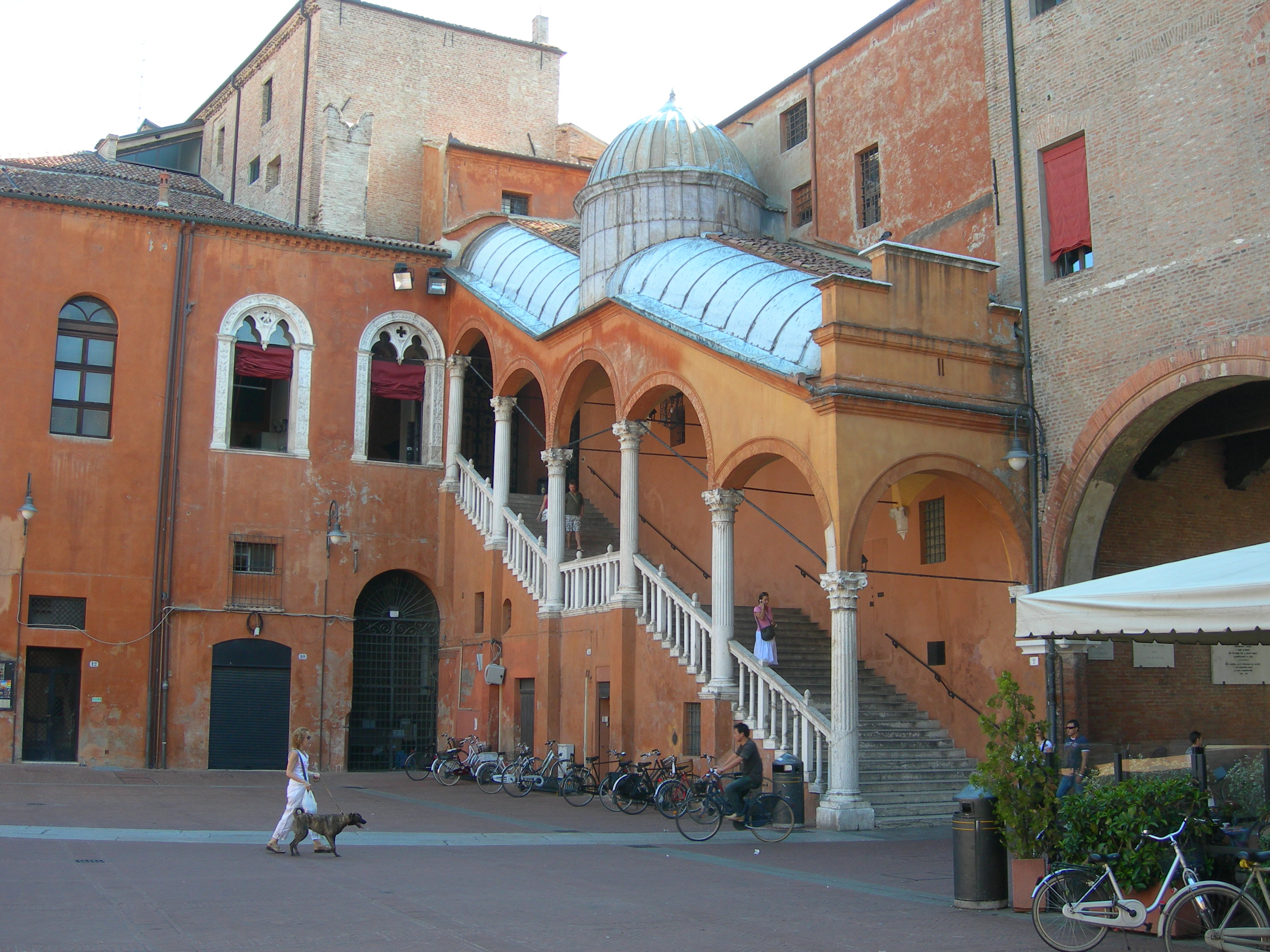
L'escala d'honor

El Palazzo Municipale de Ferrara es troba a la Plaça Municipal, 2. Va ser residència dels ducs Este fins al segle xvi, quan la cort es va desplaçar al veí Castello Estense. Avui, és la seu de l'ajuntament de Ferrara.

## Les façanes
El nucli original de l'edifici va ser iniciat el 1245 a la via Cortevecchia, agafant les dimensions actuals entre 1472 i 1481. Entre 1925-1927 la façana situada davant de la catedral va ser reconstruïda en estil neogòtic mentre que la resta al llarg del Corso Martiri della Libertà havia estat reestructurada el 1738.
L'anomenada Via Copperta, una passarel·la suspesa sobre cinc arcs, enllaça el palau amb el Castello Estense: aquí Alfonso I d'Este va instal·lar el cèlebre Camerini d'alabastre.
L'accés principal, situat davant la catedral anomenat Volto del Cavallo, atribuït a Leon Battista Alberti, és flanquejat per dues columnes sobre els quals s'aixequen les estàtues del Marquès  Nicolau III a cavall i del Duc Borso d'Este en el tron. Són còpies del segle xix, idèntiques als originals.

## El patí ducal
Travessant el Volto del Cavallo s'accedeix al pati ducal (ara Plaça de l'Ajuntament) on es poden veure les finestres en marbre de les habitacions dels Este, l'escala d'honor (1481) realitzada sobre el projecte de Pietro Benvenuti degli Ordini, i l'antiga Cappella di Corte, actualment sala de conferències.

## L'interior
L'interior, en un ambient de prestigi, presenta la sala dell'Arengo (redecorada amb frescos d'Achille Funi entre 1934 i 1938), la sala delle Lapidi, la sala di Giunta, el salone del Plebiscito i el Camerino delle Duchesse (és l'única sala original del període dels ducs, amb decoracions del Cinquecento).